# Vïtalïý Kafanov
Vïtalïý Vïtalevïç Kafanov (in russo Виталий Витальевич Кафанов?; Aşgabat, 24 maggio 1960) è un allenatore di calcio ed ex calciatore turkmeno con cittadinanza kazaka, di ruolo portiere, tecnico del Rostov.

## Palmarès

### Giocatore

#### Competizioni nazionali
- Campionato kazako: 3

Qaýrat: 1992
Elimaý: 1994, 1995
- Coppa del Kazakistan: 1

Qaýrat: 1992
- Supercoppa del Kazakistan: 1

Elimaý: 1995